# Julodis lucasi
Julodis lucasi es una especie de escarabajo del género Julodis, familia Buprestidae. Fue descrita científicamente por Saunders en 1871.